# 146 до н. е.

## Події
- Відбулася Ахейська війна Риму проти Ахейського союзу. В результаті війни всі грецькі держави Пелопоннесу були приєднані до римської провінції Македонії.
- В ході Третьої Пунічної війни римляни після трирічної облоги захопили Карфаген та повністю зруйнували його.
- Візантій підписав договір з Римом про захист від ворогів

## Померли
| рік | Це незавершена стаття про рік. Ви можете допомогти проєкту, виправивши або дописавши її. |